# Грабович Оксана
Грабо́вич Оксана (нар. 11 листопада 1944, Зайбуш, округ Катовиці, Вільна держава Пруссія) — антрополог, культуролог. Дружина Г. Грабовича.

## Життєпис
Закінчила Яґеллонський університет (Краків, 1966), навчалась у Гарвардському університеті (1971–1973) й Університеті шт. Массачусетс (1974–1980), де захистила докторську дисертацію «Persistence and Change in Values, Attitudes and Beliefs: A Study of the Ukrainian Community in the US» («Цінності та орієнтації української діаспори в США», 1988). Від 1989 — науковий співробітник Українського наукового інституту Гарвардського університету.
1976–1981 — організатор і 1-й куратор Українського музею у Нью-Йорку, організувала постійні виставки: «Українське народне мистецтво» (1976), «Українська писанка» (1977), «Українські тканини» (1979), «Українські рушники» (1981). Співорганізаторка виставки «Полісся» на базі фотоматеріалів польського антрополога Юзефа Обрембського (1976).
Праці Оксани Грабович про життя балканських номадів (саракачані) і сучасних селян у Польщі опубліковані в польських наукових виданнях. Застосувала метод структуризації антропології у дослідженнях явищ культури. Спільно з чоловіком досліджувала польську (Ю. Словацький), російську і українську (М. Гоголь і Т. Шевченко) літератури.
Від початку 1980-х років Грабович займається питаннями психоаналізу. Впливовою (і широко коментованою та цитованою) стала її праця «Колоніалізм і його спадщина в сучасній Україні» про самоокреслення та інтерналізування «тіні» серед сучасних українців, що поєднує культурну антропологію та юнґівський психоаналіз.
Від 1990-х років працює над повним виданням українських дум.
Від 2011 р. — дійсний член НТШ-Америка.

## Праці
- Vesillja // Recenzija: Review of Soviet Ukrainian Scholarly Publications. 1971. Vol. 2, № 1;
- Do pytannia studiów nad bałkanskimi nomadami // Zeszyty Naukowe Uniwersytetu Jagiellońskiego: Prace i Materialy Etnograficzne. Kraków, 1975. Z. 7;
- Soviet Collapse and Ukrainian independence: The Cultural and Psychological Factors // Ukraine in the 1990's. Melbourne, 1992;
- Думи як символічний код переказу культурних цінностей // Родовід. 1993. Ч. 5;
- The Legacy of Colonialism and Communism // Perspectives on Contemporary Ukraine. 1995. Vol. 2, № 2.